# Theodoros Kolokotronis
Theodoros Kolokotronis, řecky Θεόδωρος Κολοκοτρώνης (3. dubna 1770 – 4. února 1843) byl řecký vojevůdce, klíčová postava řecké osvobozenecké války v 19. století, jejímž cílem byl boj proti turecké nadvládě. Je řeckým národním hrdinou, v anketě Velcí Řekové se roku 2009 umístil na třetím místě.
Do odboje proti Turkům se Kolokotronis zapojil již ve svých patnácti letech, kdy vedl guerillovou bojůvku na Peloponésu. Pak působil jako korzár a nechal se naverbovat do ruské i britské armády, kde získal mnoho vojenských zkušeností. Posléze ho oslovily ideje Francouzské revoluce, vrátil se na Peloponés (nazývaný tehdy Morea) a ve svých padesáti letech obnovil odboj proti osmanské nadvládě. Tehdy získal přezdívku Stařec z Moreje.
Roku 1821 velel řeckým povstaleckým silám v první větší vítězné bitvě - u Valtetsi, následované osvobozením Tripolisu (po němž se odehrál obrovský masakr Turků a Židů). Roku 1822 porazil vojska Mahmuda Dramali Paši v bitvě u Dervenakia. Toto vítězství spustilo všeobecné lidové povstání Řeků, které skončilo vítězstvím.
V letech 1823-1825 se zapojil do občanské války, ve které se proti sobě postavily znesvářené řecké skupiny.
Kolokotronis stál na straně prorusky orientovaného prezidenta Ioannise Kapodistriase proti nominovanému králi Otovi I. Řeckému. V tomto politickém boji prohrál a byl v roce 1834 se svými spolubojovníky uvězněn na ostrově Hydra a odsouzen k smrti. Nakonec byl však králem Otou I. dne 1. června 1835 omilostněn.